# Circinellu
Dumenicu Leca, dit Circinellu era originari de la pieve de Vico (de Guagno o potser dOrtu), i exercí de capellà a Guagno. Partidari de Pascal Paoli i de la independència de la República de Còrsega, fou un dels símbols de la resistència a l'ocupació francesa, de tal manera que afirmà que mai no es rendiria als francesos. Després de la derrota de Ponte Novu i de la fi de la independència de Còrsega, organitzà el maquis resistent al seu pieve. Tanmateix, els seus béns foren arrabassats i posaren preu al seu cap. Per tal d'impedir que la repressió es generalitzés a la regió, va establir-se al Fiumorbu. Fou trobat mort el 1771 a una gruta d'Ania (A Grotta di Circinellu), amb un crucifix a una mà i una arma en una altra. Encarnà el patriotisme del clergat insular durant les guerres per la independència de Còrsega.